# Tulsa, Tokyo and the Middle of Nowhere
Tulsa, Tokyo and the Middle of Nowhere é um DVD da banda Hanson gravado no ano de 1997.

Reúne vários materiais da banda, bastidores de shows, momentos de diversão e lazer entre uma viagem e outra pelos Estados Unidos, Oceania, Europa, Ásia.

## Faixas
01 - Opening Logos

02 - Thinking Of You
 
03 - Meet The Band
 
04 - MMMBop Video
 
05 - Behind The Scenes
 
06 - Photo Shoot 

07 - Man From Milwaukee
 
08 - Screaming Fans
 
09 - In The Studio
 
10 - Zac s Redwood Documentary
 
11 - Where s The Love Photo Shoot
 
12 - No Work, All Play
 
13 - International Scene
 
14 - Madeline
 
15 - Back To Nature
 
16 - Where s The Love
 
17 - A Minute Without You
 
18 - MMMBop
 
19 - Brotherly Love
 
20 - Closing Credits